# La Maison du style
La Maison du style, également connu sous le nom Wagamama Fashion: Girls Mode (わがままファッション ガールズモード) au Japon et Style Savvy en Amérique du Nord, est un jeu vidéo de simulation publié sur Nintendo DS par Nintendo le 23 octobre 2008 au Japon, le 23 octobre 2009 en Europe et le 2 novembre 2009 en Amérique du Nord. Dans celui-ci, le joueur se voit d'abord confier le rôle de vendeur dans une boutique de vêtement et doit conseiller ses clients afin de réaliser un maximum de ventes. En progressant dans le jeu, le joueur se voit confier la gestion de sa propre boutique. Il peut alors choisir la décoration et l'ambiance de celle-ci ainsi que les collections de vêtements proposées aux clients. Il doit également gérer ses stocks et assurer la publicité nécessaire à attirer de nouveaux clients.
Un deuxième opus intitulé La Nouvelle maison du style sort sur Nintendo 3DS en 2012, suivi d'un troisième épisode intitulé La Nouvelle maison du style 2 en 2015.
Lors du Nintendo direct le 13 septembre, la bande annonce du jeu La Nouvelle maison du style 3 est dévoilée.

## Histoire
Jeu de gestion et de stylisme, le joueur commence en jouant un personnage qui commence à travailler à Primavera, boutique la plus stylée de la ville. Remarquée par la directrice de la boutique Agnès, elle parle du joueur au propriétaire, Alexandre qui décide de créer la propre boutique au personnage.
À partir de là, c'est au joueur de jouer et de remplir sa boutique d'articles les plus variés, opérer des choix et tâcher de remporter des concours pour gagner en notoriété,,,,,. 
À sa sortie, le jeu connait un certain succès commercial, le site VG Chartz lui attribuant plus de 2,5 millions d'exemplaires vendus dans le monde.

## Personnages principaux
- Agnès : Directrice de la boutique Primavera.
- Lisa : Collègue de travail de Primavera mais qui vous rejoindra par la suite.
- Alexandre : Propriétaire de Primavera et de votre boutique.
- Edna : Responsable des concours et icône du design. Elle est Inspirée de Edna dans le film Les Indestructibles sorti en 2004
- Sidonie : Femme de ménage d'Alexandre.
- Alfred : Majordome d'Alexandre.

## La Nouvelle Maison du style
La Nouvelle Maison du style, également connu sous le nom Wagamama Fashion: Girls Mode Yokubari Sengen! (わがままファッション ガールズモードよくばり宣言！) au Japon et Style Savvy: Trendsetters en Amérique du Nord, est le deuxième jeu de la série. Il est sorti sur Nintendo 3DS en 2012,. Ce nouveau jeu étend les collections disponibles, ouvre des collections pour hommes et profite de l'amélioration technique de la console pour affiner le graphisme tout en ajoutant une légère touche 3D. Des fonctions interactives sont intégrées comme le Hot Spot, le Street Pass ou encore l'eShop.

### Histoire
Le joueur se rend dans la boutique Lucina où Ève, la gérante du magasin, propose du travail. S'ensuit une période d'apprentissage durant laquelle le joueur fait la connaissance de Fabiana qui finira par lui donner sa boutique. À partir de là, le jeu commence vraiment et il est possible de modifier son magasin et chercher à satisfaire ses clients tout en remportant des concours. Cette fois-ci, les organisatrices du concours sont Ève et Lola (Ex Mannequin).

### Personnages principaux
- Ève : Gérante de Lucina le magasin de départ.
- Fabiana : Directrice de Lucina le  magasin de départ et devient styliste.
- Lola : Ex mannequin.
- Joe la Classe : Présentateur des concours.

### Nouveautés
- Agnès (DS) devient Ève (3DS). Primavera continue pendant le jeu alors que Lucina ferme boutique après l'initiation.
- Lisa (DS) devient Fabiana (3DS). Lisa devient une employée dans votre boutique alors que Fabiana vire styliste et cliente.
- Les concours de la 3DS comportent plusieurs étapes au lieu d'une seule dans la version DS.
- Il y a de nouveaux lieux dans la 3DS : Studio photos, café, etc.
- Le magazine Dahlia en une revue dans la version DS et un site Internet en 3DS.
- La version DS est en temps réel tandis qu'en 3DS il y a quatre périodes : matin, après-midi, soir et nuit. Le programme prend en compte le moment de la journée.
- La version 3DS ouvre la mode masculine, ce qui génère beaucoup plus de personnages masculins, quasi absents de la version DS d'origine.
- Meilleur graphisme, une touche de 3D, de nouvelles collections et marques ainsi qu'une interactivité étendue pour la version 3DS.

## La Nouvelle Maison du style 2
La Nouvelle Maison du style 2 : Les Reines de la mode, également connu sous le nom : «Girls Mode 3: Kirakira ☆ Code (GIRLS MODE 3, キラキラ☆コーデ)» au Japon, est le troisième jeu de la série. Il est sorti le 16 avril 2015 au Japon, le 20 novembre 2015 en Europe et le 13 août 2016 en Amérique du Nord. Cet opus permet d'être vendeuse de vêtements mais également d'être coiffeuse, maquilleuse, mannequin et styliste.

## La Nouvelle Maison du style 3
La Nouvelle Maison du style 3 : Look de stars est annoncé par Nintendo sur 3DS pour une sortie le 24 novembre 2017. Il consiste à gérer une boutique pour que les clientes deviennent des célébrités.